# Willie Lee Rose
Willie Lee Rose (Moneta (Virginia). 18 de mayo de 1927 – Baltimore, 20 de junio de 2018) fue una historiadora estadounidense. Fue profesora de Historia de Estados Unidos en la Universidad Johns Hopkins, y autora de diferentes libros sobre esclavitud y la Reconstrucción.

## Biografía
Willie Lee Nichols se graduó en la Universidad de Mary Washington en 1947. Se doctoró en historia en la Universidad Johns Hopkins en 1962. A partir de aquí, impartió clases en la Universidad de Virginia hasta 1973 para volver a la Johns Hopkins, donde dio clases hasta 1992. Fue profesora visitante Harold Vyvyan Harmsworth Visiting de Historia de Estados Unidos en la Universidad de Oxford en 1977.
Rose escribió libros sobre esclavitud y la Reconstrucción. Ganó el Premio Allan Nevins y el Premio Francis Parkman de la Sociedad de Historiadores de Estados Unidos y el Premio Troyer Steele Anderson de la Asociación Histórica de Estados Unidos en 1991.

## Obras seleccionadas
- Willie Rose Rose; C. Vann Woodward (1976). Rehearsal for Reconstruction: The Port Royal Experiment. Oxford, U.K.: Oxford University Press. ISBN 9780195198829. OCLC 1038448111.
- Willie Rose Rose (1982). Slavery and Freedom. New York: Oxford University Press. ISBN 9780195029697. OCLC 966044365.
- Willie Rose Rose (1999). A Documentary History of Slavery in North America. Athens, Georgia: University of Georgia Press. ISBN 9780820320656. OCLC 492259031.